# Lievijärvi
Lievijärvi är en sjö i Finland. Den ligger i kommunen Kumo i landskapet Satakunta, i den sydvästra delen av landet, 180 km nordväst om huvudstaden Helsingfors. Lievijärvi ligger 59 meter över havet. Arean är 1,16 kvadratkilometer och strandlinjen är 13,55 kilometer lång. Sjön  ingår i Kumo älvs huvudavrinningsområde.   I omgivningarna runt Lievijärvi växer i huvudsak blandskog.